# 折現率
折現率（英語：Discount rate）或稱重貼現率，是根据资金具有时间价值这一特性，按复利计息原理把未来一定时期的预期收益折合成现值的一种比率。折現率是要將投資的未來效益折現，不許先決定利率。利率的決定有多重方法，有些公司很武斷的決定，有些公司以公司現行的資產報酬率為基礎，也有公司採用零風險的利率為基礎，如五年期政府公債利率加上風險溢價，即依據不同投資風險給予不等的利率加碼，例如在跨國公司可能針對不同投資行為給予不同的利率加減碼。折現時，利率越高，未來現金流量的折現值就越低，也就是說投資評估越保守。
如果一个公司的经营风险高（即此公司的资产价值在将来有很大的不确定性，人们认为很大机会会下跌），由于投资者所承受的风险上升，那么所有投资者对此公司索要的报酬率便自然高。而折现率正是一个反映可以补偿将来资产价值贬值的利率。